# Schweizer Informatik Gesellschaft
Die Schweizer Informatik Gesellschaft (SI) ist eine Schweizer Organisation von Wissenschaftlern und Spezialisten auf dem Gebiet der Informatik.
Der Verein wurde 1983 von Carl August Zehnder, Kurt Bauknecht und Pierre-André Bobillier gegründet, als es die ersten Absolventen der Fachrichtung Informatik gab. Von 1990 bis 1992 war Helmar Burkhart Präsident, von 2014 bis 2018 war Jürg Gutknecht Präsident, und seit 2018 hat Francis Baud das Amt inne. SI hat etwa 2000 Mitglieder, Akademiker in Forschung und Lehre sowie Vertreter aus Wirtschaft, Verwaltung und Ausbildung. Die Gesellschaft ist die grösste Organisation von Informatik-Spezialisten in der Schweiz. Ein Hauptanliegen von SI ist der Austausch zwischen Bildung und Anwendung. Es gibt ungefähr 20 verschiedene Arbeitsgruppen, unter anderem für Computergrafik, Wirtschaftsinformatik,  Informationssicherheit, Open Government Data, Cloud Computing und Green IT. Eine Arbeitsgruppe, die von der ETH Zürich koordiniert wird, beschäftigt sich mit Datenbanken in Theorie und Einsatz. Der Fachgruppe SIRA, die 2012 gegründet wurde, gehören die 300 Professoren der Informatik an. Die Gesellschaft arbeitet als Netzwerk für ihre Mitglieder und vertritt deren Interessen in Politik und Bildung.

## Vernetzung
SI arbeitet in internationalem Austausch mit der US-amerikanischen Association for Computing Machinery (ACM) und der deutschen Gesellschaft für Informatik (GI). Die Organisation ist Mitglied des Council of European Professional Informatics Societies (CEPIS). SI ist der Schweizer Partner für das internationale ICDL-Zertifikat. Die Gesellschaft beteiligt sich an Konferenzen, wie zum Beispiel 2013 in Zürich zur Rolle von effizienter Energie und nachhaltiger Entwicklung („Information and Communication Technologies (ICT) in energy efficiency and sustainable development“). Sie vertritt die Schweizer Informatik in den wissenschaftlichen Dachverbänden Schweizerische Akademie der Technischen Wissenschaften (SATW) und International Federation for Information Processing (IFIP).

## Belege
1. 1 2  Maurizio Minetti:  Schweizer Informatik-Gesellschaft: "Wir sind wieder da", inside-it.ch, 28. Mai 2013. Abgerufen im 16. Juli 2013
2. 1 2 3 4  
Michael Vogel: Schweizer Informatik Gesellschaft SI feiert 30. Geburtstag. ITMagazine, 26. Juni 2013, abgerufen am 16. Juni 2013.
3. ↑  
Prof. Dr. Helmar Burkhart. cs-wwwarchiv.cs.unibas.ch, archiviert vom Original am 2. Januar 2013; abgerufen am 18. Juni 2013 (englisch).
4. ↑  
SI - Schweizer Informatik Gesellschaft. wirtschaftsinformatik-archiv.de, abgerufen am 18. Juni 2013.
5. 1 2 3  
Die Schweizer Informatik Gesellschaft (SI) startet durch. IT-Security, 7. Mai 2010, archiviert vom Original am 7. April 2013; abgerufen am 16. Juni 2013.
6. ↑  About DBTA. dbta.ethz.ch, archiviert vom Original am 2. Oktober 2011; abgerufen am 18. Juni 2013 (englisch).  Info: Der Archivlink wurde automatisch eingesetzt und noch nicht geprüft. Bitte prüfe Original- und Archivlink gemäß Anleitung und entferne dann diesen Hinweis.
7. ↑  Schweizer Informatik Gesellschaft SI. cloud-finder.ch, abgerufen am 18. Juni 2013.
8. ↑  Organisation. The Council of European Professional Informatics Societies (CEPIS), archiviert vom Original am 6. August 2013; abgerufen am 16. Juni 2013 (englisch).  Info: Der Archivlink wurde automatisch eingesetzt und noch nicht geprüft. Bitte prüfe Original- und Archivlink gemäß Anleitung und entferne dann diesen Hinweis.
9. ↑  
ICT FOR SUSTAINABILTY 2013 - The challenge of making it real. green-software-engineering.de, 11. September 2012, archiviert vom Original am 31. Oktober 2012; abgerufen am 18. Juni 2013 (englisch).